# Complexul de clădiri ale spitalului zemstvei (Gribova)
Complexul de clădiri ale spitalului zemstvei este un complex de clădiri amplasat în Gribova, raionul Drochia, Republica Moldova. Este un monument istoric și arhitectural de importanță națională inclus în Registrul monumentelor Republicii Moldova ocrotite de stat cu nr. 569 (raionul Drochia). Datează din 1913.